# Taperinha freytagi
Taperinha freytagi är en insektsart som beskrevs av Keti Maria Rocha Zanol 2004. Taperinha freytagi ingår i släktet Taperinha och familjen dvärgstritar. Inga underarter finns listade i Catalogue of Life.